# Provincia di Masvingo
La provincia di Masvingo è una delle 10 province dello Zimbabwe. Prende il nome dal suo capoluogo, Masvingo. Confina con la Provincia del Manicaland e con la Provincia del Matabeleland Meridionale.

## Geografia antropica

### Suddivisioni amministrative
La provincia è divisa in 7 distretti:
- Bikita
- Chiredzi
- Chivi
- Gutu
- Masvingo (Capoluogo)
- Mwenezi
- Zaka